# Aspidium macleaii
Aspidium macleaii là một loài dương xỉ trong họ Tectariaceae. Loài này được Bak.in Hk. mô tả khoa học đầu tiên năm 1886.
Danh pháp khoa học của loài này chưa được làm sáng tỏ. 